# Rollbraten

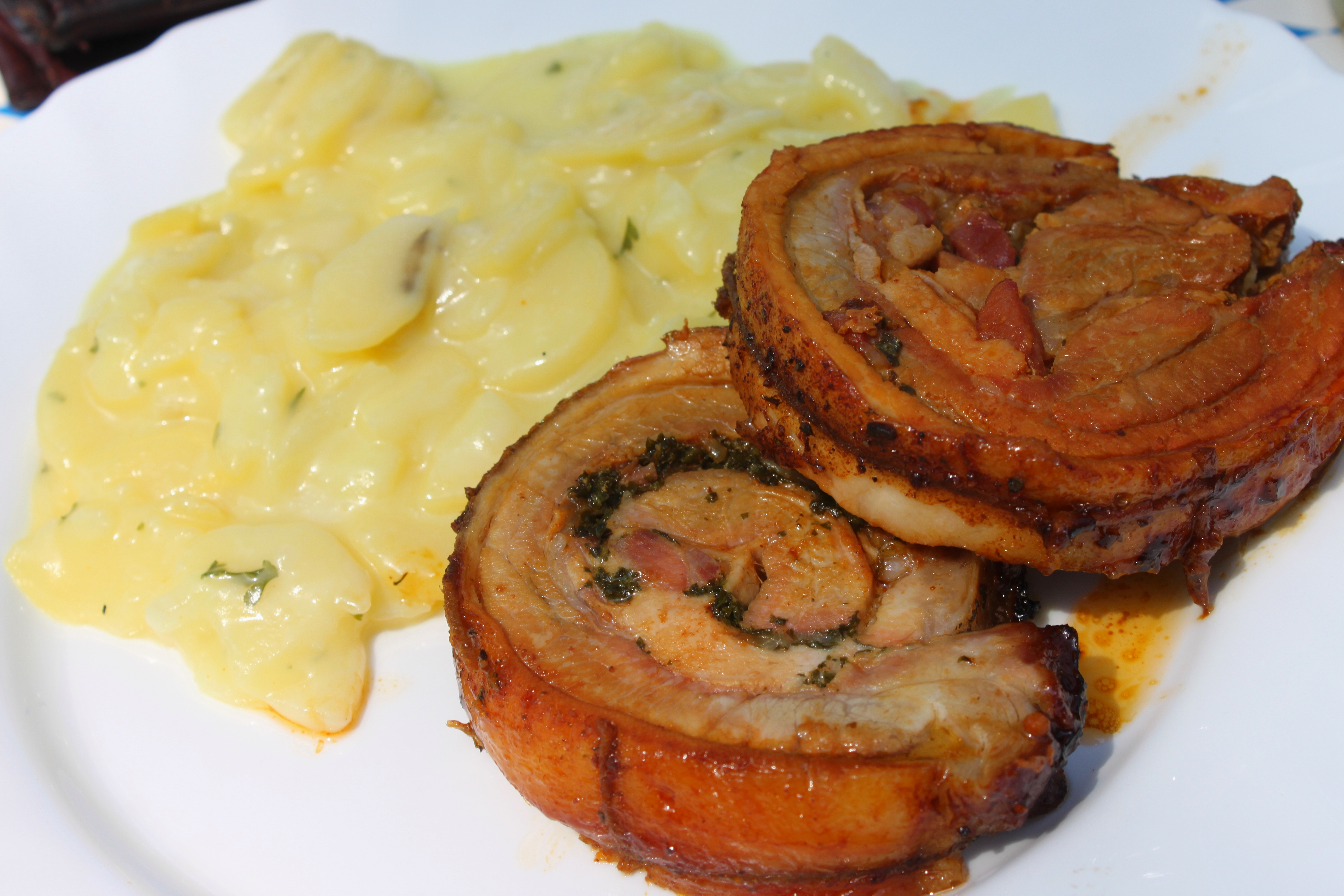
Rollbraten mit Kartoffelsalat

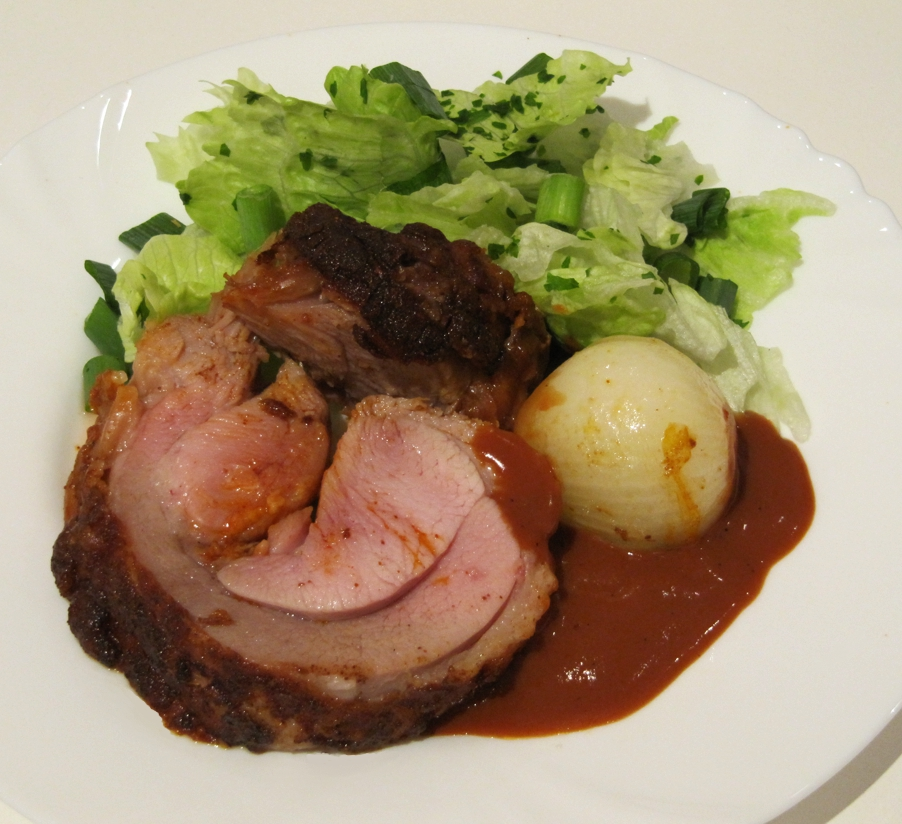
Putenrollbraten mit Gurken- und Speckfüllung, Eisbergsalat, Burgundersauce und gedünsteter Zwiebel

Als Rollbraten (auch Rollschinken) bezeichnet man ein Fleischgericht.
Für die Herstellung wird ein ausgelöstes Stück Fleisch zu einem Braten gerollt. Typisch ist die Verwendung von Schweinenacken oder Schweineschulter, prinzipiell können jedoch auch andere Fleischteile verwendet werden. Im deutschsprachigen Raum wird der Ausdruck Rollbraten meist mit einem Produkt aus Schweinefleisch gleichgesetzt, so dass man andere Produkte entsprechend der Tierart benennt, z. B. Kalbsrollbraten.
Je nach Rezept wird das Fleisch vor dem Rollen mit Marinade bestrichen und mit Hackfleisch oder Zwiebeln gefüllt. Anschließend „schützt“ man den Braten, indem man ihn fachgerecht bridiert. Dafür wird er entweder mit Garn gebunden, oder durch ein Kunstfasernetz umhüllt. Vor dem Aufschnitt des Bratens entfernt man diese ungenießbaren Teile. Bei einer alternativen Zubereitung verwendet man Schweinenetz zur Stabilisierung. Dieses ist nach dem Garen essbar und schützt so die Kruste vor einer Beschädigung.